# Colin Mackay
Colin Mackay (26 de julio de 1951 – 28 de julio de 2003) fue un poeta y novelista. Su último trabajo fue una autobiografía titulada Jacob's Ladder en la que habló, incluso, de sus intenciones de suicidio.

## Libros
- The Sound of the Sea (1990) ISBN 0-86241-154-8
- The Song of the Forest: A Fable of Magical Scotland (1996) ISBN 1-872988-56-3
- Cold Night Lullaby (1998) ISBN 0-906772-86-9
- House of Lies (1998) ISBN 1-872988-46-6
- Fires in the Night ISBN 1-84045-041-X
- Howling at the Moon ISBN 1-84045-104-1